# Lou Brock
Louis Clark «Lou» Brock (El Dorado, Arkansas, 18 de junio de 1939-San Luis, Misuri, 6 de septiembre de 2020) fue un jugador de béisbol de Grandes Ligas. Durante su carrera de 19 temporadas en las Mayores, actuó como jardinero izquierdo para los equipos de Chicago Cubs (1961-1964) y los St. Louis Cardinals (1964-1979).

## Carrera en Grandes Ligas
Su mejor promedio de bateo lo alcanzó en la temporada de 1964, cuando promedió para .315, siendo esta una de las ocho campañas que terminó con .300 o más de average. Lideró la Liga Nacional en carreras anotadas en dos ocasiones (1967 y 1971), en dobles (46) en 1968 y en triples esa misma temporada con 14.
Brock mantuvo el récord de por vida en bases robas (938) hasta que fue superado por Rickey Henderson. En 1974, implantó el récord para Grandes Ligas de bases robadas en una temporada con 118 (superando la marca de Maury Willis de 104 impuesta en 1962), este registro también fue superado por Henderson con posterioridad. Lideró la Liga Nacional en bases robadas en 8 temporadas entre 1966 y 1970 (su antiguo compañero de equipo Bobby Tolan lideró la Liga en robos en 1970).
En un hecho único (e incidental), Brock se convirtió en el primer jugador de la historia de las Mayores en batear en un partido celebrado en Canadá, cuando el 14 de abril de 1969, ocupó el primer turno en el orden al bate de su equipo contra los Montreal Expos en el Jarry Park. El lanzador de los Expos fue Larry Jaster (compañero de equipo de Brock un año antes) y Brock fue puesto out en línea a las manos del segunda base Gary Sutherland.
En total, Brock promedió .293 en 19 temporadas, con un impresionante registro de 3,023 hits.

## Reconocimientos
Su número 20 fue retirado del uniforme de los St. Louis Cardinals y fue seleccionado para ingresar al Salón de la Fama en 1985. En 1999, se ubicó en el puesto número 58 de la lista de los 100 mejores jugadores de béisbol de la historia (100 Greatest Baseball Players) publicada por “The Sporting News” y fue nominado como finalista del Juego de la Centuria de las Grandes Ligas (Major League Baseball All-Century Team).